# ديريك وود (كاتب)
ديريك وود (بالإنجليزية: Derek Wood)‏ هو كاتب بريطاني، ولد في 1930، وتوفي في 2 مايو 2003.